# 2017-es moldáv labdarúgó-bajnokság (első osztály)
A moldáv labdarúgó-bajnokság első osztályának 2017-es szezonja a 27. moldáv labdarúgó-bajnokság. A címvédő az FC Sheriff Tiraspol.

## Csapatváltozások a 2016-2017-es szezonhoz képest
Kiesett a másodosztályba:
- Academia Chișinău (a 2016–2017-es NB I 8. helyezettje)
- Saxan Gagauz Yeri (a 2016–2017-es NB I 10. helyezettje)
- FC Ungheni (a 2016–2017-es NB I 11. helyezettje)

Feljutottak az első osztályba:
- Sfântul Gheorghe (a Diviza A 2. helyezettje)
- Spicul Chișcăreni (a Diviza A 3. helyezettje)

## Részt vevő csapatok
| Csapat            | Város          | Stadion           | Befogadóképesség |
| ----------------- | -------------- | ----------------- | ---------------- |
| Dacia             | Chișinău       | Moldova (Speia)   | 08 550           |
| Dinamo-Auto       | Tiraspol       | Dinamo-Auto       | 01 300           |
| Milsami           | Orhei          | CSR Orhei         | 02 539           |
| Petrocub-Hîncești | Sărata-Galbenă | Városi (Hîncești) | 01 500           |
| Sfântul Gheorghe  | Suruceni       | Városi (Suruceni) | 01 500           |
| Sheriff           | Tiraspol       | Sheriff           | 12 746           |
| Speranța          | Nisporeni      | Városi (Hîncești) | 01 500           |
| Spicul            | Chișcăreni     | CSR Orhei         | 02 539           |
| Zaria             | Bălți          | Városi (Bălți)    | 05 953           |
| Zimbru            | Chișinău       | Zimbru            | 10 400           |

## A bajnokság állása
| Hely. | Csapat                | M  | Gy | D | V  | G+ | G– | Gk  | P  | Továbbjutás vagy kiesés                             |
| ----- | --------------------- | -- | -- | - | -- | -- | -- | --- | -- | --------------------------------------------------- |
| 1.    | Sheriff Tiraspol (C)  | 18 | 14 | 3 | 1  | 50 | 14 | +36 | 45 | 2018–2019-es UEFA-bajnokok ligája – 1. selejtezőkör |
| 2.    | Milsami Orhei         | 18 | 13 | 1 | 4  | 26 | 12 | +14 | 40 | 2018–2019-es Európa-liga – 1. selejtezőkör          |
| 3.    | Petrocub-Hîncești     | 18 | 7  | 5 | 6  | 25 | 16 | +9  | 26 | 2018–2019-es Európa-liga – 1. selejtezőkör          |
| 4.    | Dacia Chișinău        | 18 | 7  | 5 | 6  | 23 | 26 | −3  | 26 |                                                     |
| 5.    | Zaria Bălți           | 18 | 7  | 3 | 8  | 28 | 20 | +8  | 24 |                                                     |
| 6.    | Speranța Nisporeni    | 18 | 5  | 6 | 7  | 18 | 21 | −3  | 21 |                                                     |
| 7.    | Sfântul Gheorghe      | 18 | 5  | 5 | 8  | 15 | 27 | −12 | 20 |                                                     |
| 8.    | Zimbru Chișinău       | 18 | 5  | 4 | 9  | 17 | 21 | −4  | 19 |                                                     |
| 9.    | Dinamo-Auto Tiraspol  | 18 | 4  | 3 | 11 | 14 | 38 | −24 | 15 |                                                     |
| 10.   | Spicul Chișcăreni (R) | 18 | 3  | 5 | 10 | 14 | 35 | −21 | 14 | Diviza A                                            |